# Завгородня Наталія Іванівна
Ната́лія Іва́нівна Завгоро́дня (нар. 15 жовтня 1953, м. Алтар, Чувашія, РФ) — театральна актриса. Народна артистка України (2009).

## Життєпис
1980 — закінчила Державний інститут театрального мистецтва (клас професора Л. Д. Михайлова) у Москві. На запрошення Михайла Водяного з чоловіком Миколою Завгороднім була запрошена до Одеського театру музичної комедії.
З 1980 — солістка-вокалістка Одеського театру музичної комедії ім. М. Водяного (за амплуа — класична героїня).

## Ролі
- Аврора («Жирофлє-Жирофля» Ш. Лекока)
- Анжель, Ганна Главарі («Граф Люксембурґ», «Весела вдова» Ф. Легара)
- Єлена, Розіта («Прекрасна Єлена», «Ключ на бруківці» Ж. Оффенбаха)
- Лаура («Перше кохання Дон Жуана» М. Самойлова)
- Софі, Розалінда («Циганський барон», «Кажан» Й. Штраусса)
- Одетта Дерімонд, Маріца («Баядера», «Маріца» І. Кальмана)
- Теодора («Принцеса цирку»)
- Віра Холодна («Бал на честь короля»)
- Мати Міті («Силіконова дурепа.net»)
- Цецилія ("Маріца")[2]
- Секлита Пилипівна Лимариха ("За двома зайцями")[3]
- Цариця ("Ніч перед різдвом")[4]
- Княгиня Воляпюк ("Сільва")[5]